# トーマス・ペティグルー

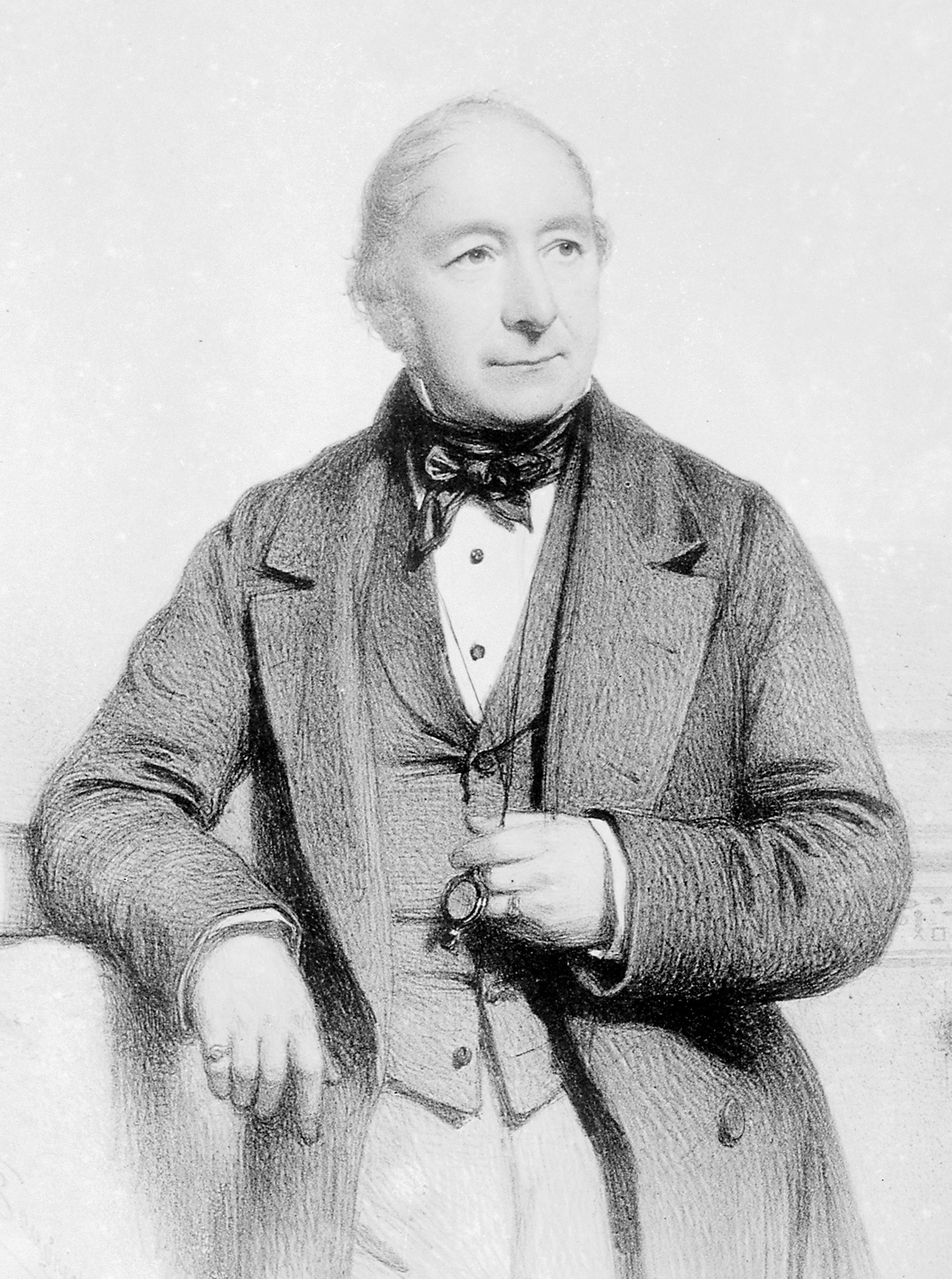
トーマス・ペティグルー

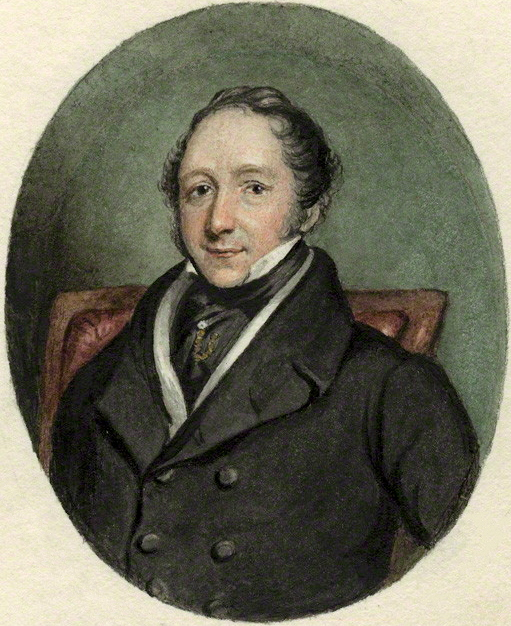
トーマス・ペティグルー

トーマス・ペティグルー（Thomas Joseph Pettigrew、1791年 - 1865年）は、イギリスの外科医・古物収集家であり、古代エジプトミイラの専門家となった人物。"Mummy" Pettigrew（マミー・ペティグルー、｢ミイラ野郎ペティグルー｣の意?）の異名を持つ。彼は、私的なパーティーを開いては発掘され検死されたミイラを展示して来客を楽しませたことで、ロンドンの社交界では有名だった。

## 生涯
1791年ロンドン生まれ。彼は海軍軍医であった父ウイリアム・ペティグルーを手伝いながら外科医療を学び、後に行政区病院の見習いとなった。その後は王立外科医学院、ロンドン医療社会学会などで順調にキャリアを積み、ケント公やサセックス公の外科医を務めるまでになった。
1830年代になるとペティグルーは、私的な興味である古物研究への傾倒を強めた。特にエジプトのミイラには強い関心を寄せ、1834年には「英語で執筆された書籍としては歴史的な原典」（ウイリアム・ペック1998年）と評される『History of Egyptian Mummies』（「エジプトミイラの歴史」）を出版した。この時期、彼はまたよく私的な夜会を開いては、ミイラやイェーガンの首級など博物学的な珍品を展示紹介することで、ロンドンの社交界でよく知られていた。第10代ハミルトン公アレグザンダー・ハミルトンはペティグルーの研究に強い興味を持ち、死後に自分をミイラにしてほしいとの希望をペティグルーに寄せた。1852年ハミルトン公が亡くなると、遺言どおりその遺体はペティグルーの手でミイラ化された上で、サルコファガスに安置され領地に埋葬された。
1843年にイギリス考古学会が設立されると、ペティグルーは基金の会計役 (treasurer) に就任した。1854年に妻を亡くすと、彼は医学の世界から一切身を引き、考古学的興味に没頭した。1865年ペティグルーは死去し、遺体はロンドンのブロンプトン墓地に埋葬された。